# 鈍吻凹腹鱈
鈍吻凹腹鱈（学名：Ventrifossa obtusirostris）為輻鰭魚綱鱈形目鼠尾鱈科的其中一種。分布於東南太平洋Salay Gomez海脊海域，屬深海底棲魚類，棲息深度在750-800公尺，體長可達30公分，棲息在底層水域，生活習性不明。
其种加词“obtusirostris”意为“钝吻的”。